# تومي موراي (لاعب كرة قدم)
تومي موراي (بالإنجليزية: Tommy Murray)‏ (5 فبراير 1933 في المملكة المتحدة - ) هو لاعب كرة قدم بريطاني في مركز مهاجم داخلي. لعب مع أكسفورد يونايتد وسانت جونستون ونادي سترنرير ‏ ونادي ألوا أثليتيك ونادي ألبيون روفرز ودارلينجتون إف سى.